# Хуссейн, Нета
Нета Хуссейн — врач и википедистка. Известна своими усилиями по борьбе с распространением дезинформации в Википедии о происхождении коронавируса.

## Биография
Нета Хуссейн родилась 11 июня 1990 года в Куннамангаламе в штате Керала.

## Карьера
Нета начала свою карьеру в Википедии в 2010 году, будучи студенткой первого курса медицинского колледжа Каликут в Кожикоде. Продолжила высшее образование в 2016 году, поступив в Гётеборгский университет. Также работала блогером в Huffington Post до 2018 года. В 2020 году получила докторскую степень в области клинической неврологии в Гётеборгском университете.
В середине 2020 года Нета сосредоточилась на создании и курировании статей в Википедии, связанных с пандемией COVID-19, на английском, малаяламском и шведском языках. Написала около 30 статей в Википедии, касающихся COVID-19, включая «Список недоказанных методов против COVID-19» с целью предотвращения распространения дезинформации о пандемии COVID-19 в Интернете и социальных сетях.
Нета также запустила WikiProject, чтобы улучшить и расширить информацию по темам об эффективности вакцин против COVID-19 и о безопасности вакцин против COVID-19 в Википедии.
Нета Хуссейн получила Академическую премию «Женщины в открытом исходном коде» 2020 года в знак признания её вклада в распространение и обмен медицинскими знаниями и информацией в Википедии. В 2020 году она также получила почетное особое упоминание от Организации Объединённых Наций через её официальный аккаунт в Твиттере. Она получила почетное упоминание на виртуальной конференции Викимании 2021 года.